# Copa do Mundo de Voleibol Feminino de 1989
A Copa do Mundo de Voleibol Feminino de 1989 foi a 5ª edição do torneio organizado pela Federação Internacional de Voleibol (FIVB) a cada quatro anos. Foi disputada de 7 a 14 de novembro no Japão. Oito seleções disputaram o certame vencido por Cuba.

## Formato de disputa
A competição foi disputada por oito seleções no sistema de pontos corridos, onde todos enfrentaram todos em um grupo único. A equipe que somou mais pontos ao final de sete jogos foi declarada campeã. O vencedor de uma partida somou dois pontos na classificação; a derrota rendeu um ponto.

## Equipes participantes
| Equipe            | Qualificação                     | Última participação |
| ----------------- | -------------------------------- | ------------------- |
| Japão             | País-sede                        | Japão 1985          |
| Alemanha Oriental | Campeonato Europeu de 1989 (2º)  | Estreante           |
| Canadá            | Campeonato NORCECA de 1989 (2º)  | Uruguai 1973        |
| China             | Campeonato Asiático de 1989 (1º) | Japão 1985          |
| Coreia do Sul     | Campeonato Asiático de 1989 (2º) | Japão 1985          |
| Cuba              | Campeonato NORCECA de 1989 (1º)  | Japão 1985          |
| Peru              | Campeonato Sul-Americano de 1989 | Japão 1985          |
| União Soviética   | Campeonato Europeu de 1989 (1º)  | Japão 1985          |

## Classificação
|     |                   |     | Jogos | Jogos | Jogos | Sets | Sets | Sets   | Pontos | Pontos | Pontos |
| Pos | Equipe            | Pts | T     | V     | D     | V    | P    | R      | V      | P      | R      |
| --- | ----------------- | --- | ----- | ----- | ----- | ---- | ---- | ------ | ------ | ------ | ------ |
| 1   | Cuba              | 14  | 7     | 7     | 0     | 21   | 1    | 21.000 | 324    | 183    | 1.770  |
| 2   | União Soviética   | 13  | 7     | 6     | 1     | 18   | 6    | 3.000  | 329    | 266    | 1.237  |
| 3   | China             | 12  | 7     | 5     | 2     | 17   | 6    | 2.833  | 316    | 187    | 1.690  |
| 4   | Japão             | 11  | 7     | 4     | 3     | 13   | 11   | 1.182  | 321    | 266    | 1.207  |
| 5   | Peru              | 9   | 7     | 2     | 5     | 9    | 18   | 0.500  | 290    | 358    | 0.810  |
| 6   | Alemanha Oriental | 9   | 7     | 2     | 5     | 8    | 17   | 0.471  | 225    | 346    | 0.650  |
| 7   | Coreia do Sul     | 9   | 7     | 2     | 5     | 8    | 18   | 0.444  | 267    | 340    | 0.785  |
| 8   | Canadá            | 7   | 7     | 0     | 7     | 4    | 21   | 0.190  | 242    | 368    | 0.658  |

## Resultados
| Data   | Equipe #1         | Placar | Equipe #2         | 1º Set | 2º Set | 3º Set | 4º Set | 5º Set | Total | Cidade | Público |
| ------ | ----------------- | ------ | ----------------- | ------ | ------ | ------ | ------ | ------ | ----- | ------ | ------- |
| 07 nov | China             | 3–0    | Alemanha Oriental | 15–9   | 15–1   | 15–5   |        |        | 45–15 |        |         |
| 07 nov | Cuba              | 3–0    | Peru              | 15–8   | 15–2   | 15–8   |        |        | 45–18 |        |         |
| 07 nov | União Soviética   | 3–0    | Coreia do Sul     | 15–12  | 15–13  | 15–13  |        |        | 45–38 |        |         |
| 07 nov | Japão             | 3–1    | Canadá            | 13–15  | 15–6   | 15–11  | 15–8   |        | 58–40 |        |         |
| 08 nov | Alemanha Oriental | 3–0    | Canadá            | 15–12  | 15–10  | 15–12  |        |        | 45–34 |        |         |
| 08 nov | Cuba              | 3–0    | União Soviética   | 15–4   | 15–6   | 15–12  |        |        | 45–22 |        |         |
| 08 nov | China             | 3–0    | Peru              | 15–9   | 15–5   | 15–8   |        |        | 45–22 |        |         |
| 08 nov | Japão             | 3–0    | Coreia do Sul     | 15–6   | 15–7   | 15–2   |        |        | 45–15 |        |         |
| 09 nov | Coreia do Sul     | 3–2    | Alemanha Oriental | 15–4   | 8–15   | 15–5   | 13–15  | 15–8   | 66–47 |        |         |
| 09 nov | Cuba              | 3–1    | China             | 15–6   | 7–15   | 15–11  | 15–7   |        | 52–39 |        |         |
| 09 nov | Peru              | 3–1    | Canadá            | 15–8   | 15–10  | 14–16  | 15–11  |        | 59–45 |        |         |
| 09 nov | União Soviética   | 3–1    | Japão             | 17–16  | 15–11  | 12–15  | 15–9   |        | 59–51 |        |         |
| 11 nov | China             | 3–0    | Canadá            | 15–0   | 15–7   | 15–5   |        |        | 45–12 |        |         |
| 11 nov | União Soviética   | 3–0    | Alemanha Oriental | 17–16  | 15–10  | 15–3   |        |        | 47–29 |        |         |
| 11 nov | Peru              | 3–2    | Coreia do Sul     | 4–15   | 16–17  | 15–9   | 15–13  | 15–4   | 65–58 |        |         |
| 11 nov | Cuba              | 3–0    | Japão             | 16–14  | 15–12  | 15–13  |        |        | 46–39 |        |         |
| 13 nov | China             | 3–0    | Coreia do Sul     | 15–3   | 15–1   | 15–5   |        |        | 45–9  |        |         |
| 13 nov | União Soviética   | 3–0    | Peru              | 15–3   | 15–2   | 15–12  |        |        | 45–17 |        |         |
| 13 nov | Cuba              | 3–0    | Canadá            | 15–9   | 16–14  | 15–6   |        |        | 46–29 |        |         |
| 13 nov | Japão             | 3–0    | Alemanha Oriental | 15–7   | 15–4   | 15–5   |        |        | 45–16 |        |         |
| 12 nov | Cuba              | 3–0    | Alemanha Oriental | 15–6   | 15–4   | 15–2   |        |        | 45–12 |        |         |
| 12 nov | União Soviética   | 3–1    | China             | 7–15   | 15–10  | 16–14  | 15–13  |        | 53–52 |        |         |
| 12 nov | Coreia do Sul     | 3–1    | Canadá            | 12–15  | 15–11  | 15–10  | 15–12  |        | 57–48 |        |         |
| 12 nov | Japão             | 3–1    | Peru              | 14–16  | 15–12  | 15–8   | 15–9   |        | 59–45 |        |         |
| 14 nov | Alemanha Oriental | 3–2    | Peru              | 9–15   | 6–15   | 15–7   | 16–14  | 15–13  | 61–64 |        |         |
| 14 nov | Cuba              | 3–0    | Coreia do Sul     | 15–8   | 15–12  | 15–4   |        |        | 45–24 |        |         |
| 14 nov | União Soviética   | 3–1    | Canadá            | 15–8   | 13–15  | 15–9   | 15–2   |        | 58–34 |        |         |
| 14 nov | China             | 3–0    | Japão             | 15–13  | 15–4   | 15–7   |        |        | 45–24 |        |         |